# 让-米歇尔·吕塞奈
让-米歇尔·吕塞奈（法語：Jean-Michel Lucenay，1978年4月25日—），法国男子击剑运动员。他曾获得2016年夏季奥运会击剑比赛男子重剑团体金牌。他在2017年世界击剑锦标赛后结束运动生涯。